# Кулаєво (Бураєвський район)
Кула́єво (рос. Кулаево, башк. Ҡолай) — присілок у складі Бураєвського району Башкортостану, Росія. Входить до складу Каїнликовської сільської ради.
Населення — 374 особи (2010; 429 у 2002).
Національний склад:
- башкири — 100 %